# Nupserha tricolor
Nupserha tricolor là một loài bọ cánh cứng trong họ Cerambycidae.